# 立憲同盟
立憲同盟（りっけんどうめい、アラビア語: الاتحاد الدستوري, ラテン文字転写: al-ittiḥād al-dustūriyy, フランス語: Union constitutionelle）はモロッコの王党派自由保守主義政党。 略称はUC。

## 歴史
1983年に首相マーティ・ボウアビッドによって設立され、国王ハサン2世から厚遇を受けた。1984年の議会選挙では第1党の座を獲得したが、過半数には程遠く、その後モロッコの複数政党制の中で特別な役割を持たない普通の党となっていった。
立憲同盟は2003年のダカール会議後に参加した自由主義インターナショナルの正会員である。党のシンボルは馬。
2002年9月27日に実施された議会選挙では325議席中16議席、2007年9月7日に実施された議会選挙では27議席、2011年11月の議会選挙では23議席を獲得した。

## 選挙結果

### モロッコ議会
| 下院 |                |          |              |          |                        |
| 選挙 | # 総得票数     | 総得票率 | # 獲得議席数 | 議席増減 | 党首                   |
| 1984 | 1,101,502 (#1) | 24.79    | 82 / 301     | –        | マーティ・ボウアビッド |
| 1993 | 769,149 (#3)   | 12.8     | 54 / 333     | 29       | マーティ・ボウアビッド |
| 1997 | 647,746 (#5)   | 10.2     | 50 / 325     | 4        | マーティ・ボウアビッド |
| 2002 | ? (#7)         | 4.92     | 16 / 325     | 34       | モハメッド・アビード   |
| 2007 | 335,116 (#6)   | 7.3      | 27 / 325     | 11       | モハメッド・アビード   |
| 2011 | 275,137 (#7)   | 5.8      | 23 / 395     | 4        | モハメッド・アビード   |

## 脚註
注
1. ↑  翻字については、ウィクショナリーの記事を参考にした。ال、اتحاد、دستوري （英語）を参照されたい。

出典
1. 1 2 3 4 5  ブリタニカ国際大百科事典 小項目事典 コトバンク. 2018年10月1日閲覧。
2. 1 2  Thomas K. Park; Aomar Boum (2006), Historical Dictionary of Morocco, Scarecrow Press, p. 286
3. ↑  Gareth M. Winrow (2000), Dialogue With the Mediterranean: The Role of NATO's Mediterranean Initiative, Garland, p. 78
4. ↑  Abdo Baaklini; Guilain Denoeux; Springborg, Robert (1999), Legislative Politics in the Arab World: The Resurgence of Democratic Institutions, Lynne Riener, p. 129
5. ↑  A.H. Saulniers (2001), “Privatization in Morocco”, Privatization: A global perspective (Routledge):  p. 222
6. ↑  James N. Sater (2007), Civil Society and Political Change in Morocco, Routledge, p. 86
7. ↑  “Moroccan Political Parties”. Riad Reviews. 2014年10月10日閲覧。
8. ↑  “Organizations”.   Maroc. 2014年10月10日閲覧。
9. ↑  Bernabé López García (2013), “Morocco: regime and fuse”, Political Regimes in the Arab World: Society and the Exercise of Power (Routledge):  p. 102
10. ↑  Entry on Constitutional Union Liberal International.
11. ↑  Park, Thomas K.; Boum, Aomar (2006), Historical Dictionary of Morocco, Scarecrow Press, p. 293
12. 1 2  “Morocco”. European Forum. 2014年10月10日閲覧。